# Владивостокские тигры
Регбийный клуб «Владивостокские тигры» — команда по регби из Владивостока. Основана 13 декабря 2019 года. Выступала в Национальная регбийная лиге (вторая по силе лига страны), в Премьер-лиге по регби-7 и Кубке России по регби.

## История
В ноябре 2019 года началось формирование команды, и большая часть состава уже была собрана. В команду вошли игроки из Приморского края (Никита Кутузов), Красноярска (Альберт Никогосян, Перми (Даниил Шестаков), Казани, Грузии, Ростова-на-Дону (Дмитрий Симонов), Санкт-Петербурга. Отбор проходил в два этапа. Первый состоялся во Владивостоке, где из 43 местных регбистов-любителей был отобран Никита Кутузов. Второй – в Зеленограде, где уже просматривали игроков из других клубов. После формирования состава команда приняла участие в учебно-тренировочных сборах в Кисловодске, которые удалось провести до начала пандемии. Главным тренером был назначен пятикратный чемпион России, экс-игрок национальной сборной страны по регби, мастер спорта международного класса Алексей Коробейников. Тренером по нападающим стал Карло Маглакелидзе, также выступавший за сборную России по регби.
Первый официальный матч команда провела в рамках Кубка России против столичной «Славы» (3:21).
В Национальной регбийной лиге в первый же сезон дошли до финала, где проиграли московскому «Динамо» (27:39). После финала директор команды Александр Нехорошков рассказал о ликвидации команды из-за недостатка финансирования.

## Текущий состав
- Известные игроки:
  - Альберт Никогосян — хукер
  - Дмитрий Горячев — правый столб
  - Роман Петров - крайний

- Тренерский штаб
  - Карло Маглакелидзе — главный тренер
  - Улрих Бэйрс — тренер защитников
  - Мефодий Черных — тренер ОФП

## Стадион
«Динамо», адрес: улица Адмирала Фокина д.1.